# Xanthodaphne maldivica
Xanthodaphne maldivica é uma espécie de gastrópode do gênero Xanthodaphne, pertencente a família Raphitomidae.